# 方氏鲴
方氏鲴（学名：Xenocypris fangi）为鲴科鲴属的鱼类，俗名泥凡、番子鱼、红尾凡子，是中国的特有物种。分布于四川的叙府等，常生活于支流中上游河段的水体中，體長可達20公分。该物种的模式产地在四川。